# 炭化鉛(II)
炭化鉛(II) (Lead carbide) は、炭素と鉛からなる仮説上の化合物である。鉛と原子状炭素は通常は非常に高温でも結合せず、炭化鉛(II)に関する近代の文献はほぼ存在しない。

## 合成
J・F・デュランは、1923年に炭化カルシウムを酢酸鉛(II)の水溶液で処理することで炭化鉛(II)を合成したと報告したが、この結果は再現されなかった。
2007年のテキストにはこの報告が掲載され、炭化鉛(II)は化学式PbC2の緑色の粉末で、塩酸によりアセチレンと塩化鉛(II)に分解すると掲載した。
また、ヘリウム大気中、1073 Kで100時間、鉛-ビスマス共晶合金を加熱するのに用いたグラファイト製のるつぼの内壁に、約10μmの厚さの薄層として、炭化鉛(II)と分析された化合物が偶然生成された:p.27
。

## 自然発火性鉛
19世紀初めには「炭化鉛」の合成に関する報告がいくつか現れ、その後の数十年で、テキスト等に広く引用、掲載された。例えば、1820年に、ジョン何某は、鉛と木炭の混合物の細粒から、黒色の鉛炭化物が昇華したと主張したが、再現されなかった:p.67。また同年、イェンス・ベルセリウスは、シアン化鉄鉛の熱分解により、鉄と鉛の炭化物FeC4・PbC4が得られたと主張した。1823年、イェーナのフリードマン・ゲーベルは、酒石酸鉛を密閉容器中で熱分解して、空気と接触すると自然発火する黒色の粉末を得て、これを炭化鉛だと考えた。この生成物は、今でも学校で自然発火性を説明するために用いられている。その後すぐに、ジョセフ・プルーストは酢酸鉛から、ベルセリウスはシアン化鉛から:p.122:p.436類似の化合物を得た。
しかし、1870年までに、これらの自然発火性残渣は、炭素と鉛の「完全混和物」であることが明らかとなり、炭化鉛(II)の存在はまだ証明されていない:p.67。